# Мачедонија
Мачедонија (рум. Macedonia) је насељено место у градској општини Чаково, округ Тимиш у Румунији. Значајно је само као посед славних српских племића.

## Историја
У документима се место (пре Mashedonia, од 1845. Maczedonia) први пут помиње у вези са папским десетком, а припадало је Темишварској жупанији. Ту се 1332. године налазио посед између два тока реке Тамиша, о којем је као својој парохији, водио бригу пастор Миклош. Носилац имена "Мачедонија" био је војсковођа краља Жигмонда, Петерфи Миклош. По "Румунској енциклопедији" насеље је 1466. године имало 50 кућа, а њиме је господарио Ладислав Доци. Године 1525. помиње се нови власник Ласло Македонски, али не зна се ко га је до тада држао. Међутим на повељи коју је издао 1559. године краљевски велики коморник Петар Македонски, носилац права на посед је био Тамаш Тот од Албаније.
Мачедонија је 1764. године православна парохија у Чаковачком протопрезвирату. Аустријски царски ревизор Ерлер је 1774. године констатовао да је место у Чаковачком округу и дистрикту, а становништво претежно влашко. Када је 1797. године пописан православни клир ту била два свештеника. Пароси, поп Петар Ишванов (рукоп. 1767) и поп Павле Ишванов (1781) знају само румунски језик.
Насеље некад насељено поданицима искључиво Румунима, било је више од века посед српске племићке породице Николић "от Рудне", почев негде од око 1831. године. Неколико деценија је Јован Николић "от Рудне" био "земљедржац" и суседне Мачедоније, а маја 1870. из једног новинског извештаја Теодор и Михаил - први и једини у тој породици носе предикат "от Мачедоније". Како у исто време Јован и Александар остају са предикатом "от Рудне", произилази да су синови већ званично преузели овај посед на уживање од оца.
Претходно се у вези са насељем, среће друга племићка породица са истим предикатом - Видак. Године 1804. 31. јануара било је венчање у "Мачедонији Банатској"; удала се Милица Јовановић от Видак, за Александра Станковића. Њима у част објавио је Козма Јосић пештански учитељ пригодну књижицу о срећном браку. Помиње се 1808. и 1809. године Тома плем. Видак, која носи предикат "от Мацедоние". Био је то спахија Стефан Авакумовић "от Видак" "земљедржац от Мачедоније Банатске". А био је то и његов сродник Тома "от Видак" - "притјажатељ Македоније" и "Славног комитета Торонталског судејској столици присједатељ", кога срећемо исте године као купца друге српске књиге. Спахија Тома је и 1814. године пренумерант Живковећеве чувене књиге о Телемаку. Године 1822. књигу је узела "Софија племенита Видак", а 1832. као пренумерант другог наслова јавља се "Благородна госпоја Марија Видак "от Мацедоние", која има малог сина Милоша. Стефан Јовановић Видак "от Македоније" био је 1841. године купац једне српске књиге.
Иконостас је црква добила 1769. године захваљујући мајсторима руфета молерског. Нова православна богомоља подигнута је 1813. године. По државном шематизму из 1846. године у парохији Мачедонији, све црквене матичне књиге се воде од 1779. године, при православној цркви Св. Параскеве, подигнутој 1780. године. Број православних становника места је износио 1130, а брачних пари избројано 304. Пароси су били вероватно сродници Исак, Иштван и Павел Поповић, а капелан био Јозеф Иштван.
Школску децу које је било само 18, учио је 1846. године Мојса Миок.
Македонија почетком 20. века нема ту ни српску православну парохију, ни парохијску филијалу. Место се 1905. године налази у Модошком срезу, а ту је пописано 42 српске православне душе.

## Становништво
По другом званичном попису Угарске, из 1857. године у селу Мачедонији је било 1.071 становник. По верском опредељењу католика је било 28, а православци су били само Румуни - 1.029. Срби нису забележени.? Из 1876. године други податак каже да сада место има 1082 становника.
Према попису из 2021. године у насељу живи 524 становника.